# Дубровочки
Дубро́вочки — деревня в Дедовичском районе Псковской области России. Входит в состав Вязьевской волости Дедовичского района.
Расположена в центре района, в 8 км к юго-западу от границы райцентра посёлка Дедовичи, на реке Судома.

## Население
Численность населения этой деревни по оценке на 2000 год составляла 36 жителей.

## История
До 3 июня 2010 года деревня была в составе ныне упразднённой Красногорской волости Дедовичского района.